# Liste der Stolpersteine in Dinkelsbühl

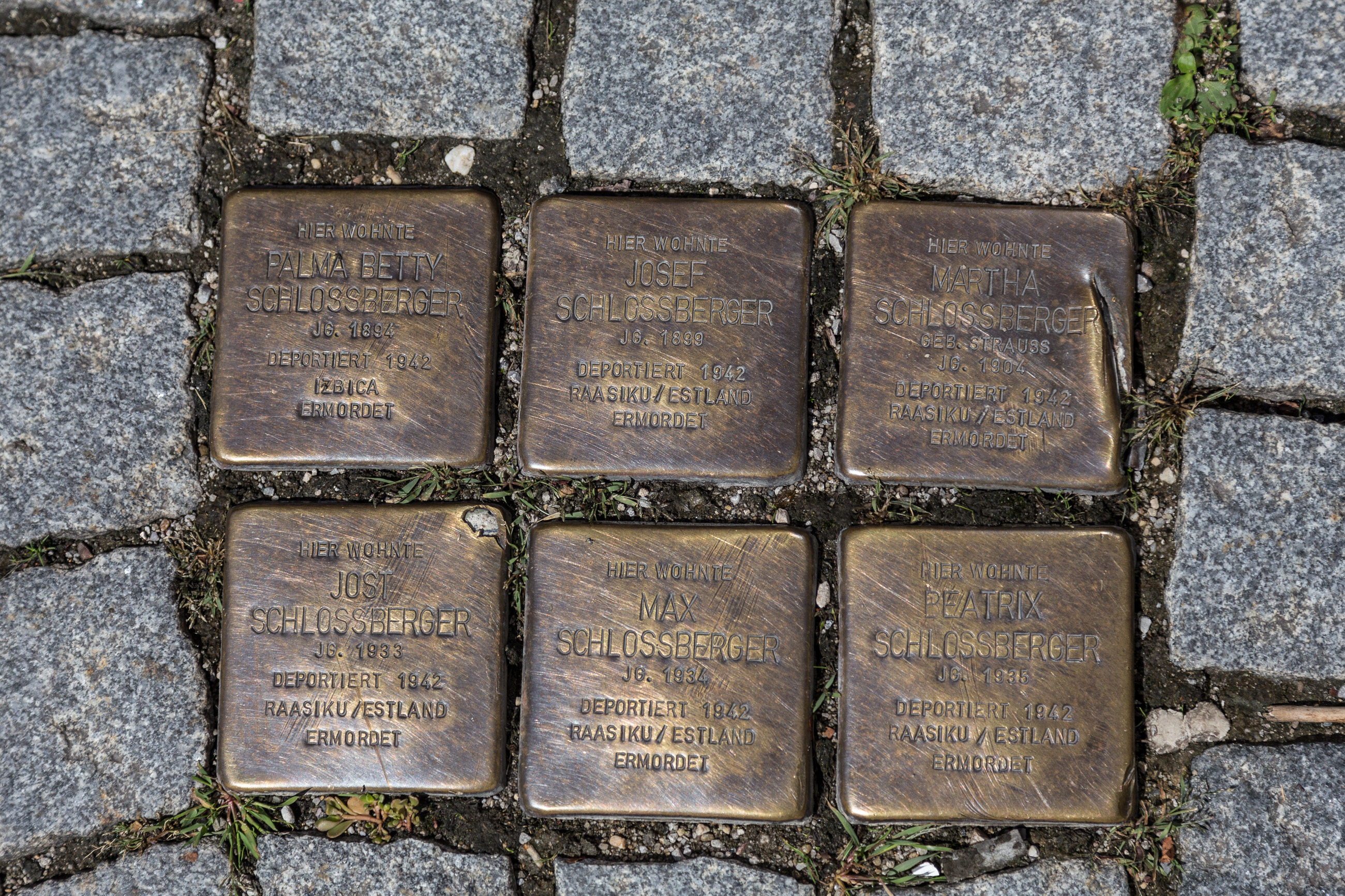
Sechs Stolpersteine in Dinkelsbühl

Die Liste der Stolpersteine in Dinkelsbühl enthält alle Stolpersteine, die im Rahmen des gleichnamigen Projekts von Gunter Demnig in Dinkelsbühl verlegt wurden. Mit ihnen soll an Opfer des Nationalsozialismus erinnert werden, die in Dinkelsbühl lebten und wirkten.
Die ersten Verlegungen in Dinkelsbühl erfolgten am 2. Oktober 2009.

## Verlegte Stolpersteine
In Dinkelsbühl wurden 25 Stolpersteine für jüdische Opfer der Shoah an zehn Adressen verlegt.
| Stolperstein                                       | Inschrift | Verlegeort            | Name, Leben |
| -------------------------------------------------- | --- | --------------------- | --- |
|                                                    | HIER WOHNTE HEINZ J. ANSBACHER JG. 1925 DEPORTIERT MAJDANEK ERMORDET 1.8.1942                                          | Altrathausplatz 11    | Heinz Joachim Ansbacher |
|                                                    | HIER WOHNTE GERTRUD BÄR JG. 1866 DEPORTIERT 1942 IZBICA ERMORDET                                                       | Steingasse 7          | Gertrud Bär |
|                                                    | HIER WOHNTE SALLY BIRK JG. 1900 DEPORTIERT 22.10.1940 GURS 1942 AUSCHWITZ ERMORDET                                     | Elsassergasse 18      | Sally Birk |
|                                                    | HIER WOHNTE KLARA GUTMANN JG. 1866 DEPORTIERT 1942 THERESIENSTADT 1942 TREBLINKA ERMORDET                              | Lange Gasse 30        | Klara Gutmann |
| Stolperstein für Adolf Hamburger                   | HIER WOHNTE ADOLF HAMBURGER JG. 1876 DEPORTIERT 22.10.1940 GURS ERMORDET IM LAGER 16.2.1943                            | Klostergasse 5 ·      | Adolf Hamburger |
| Stolperstein für Klaire Hamburger geb. Adler       | HIER WOHNTE KLAIRE HAMBURGER GEB. ADLER JG. 1884 DEPORTIERT 22.10.1940 GURS ERMORDET IM AUSCHWITZ                      | Klostergasse 5 ·      | Klaire Hamburger geb. Adler |
|                                                    | HIER WOHNTE LOUISE HAMBURGER JG. 1876 DEPORTIERT 18.8.1942 THERESIENSTADT ERMORDET 20.10.1942                          | Lange Gasse 28        | Louise Hamburger |
| Stolperstein für Martha Hamburger                  | HIER WOHNTE MARTHA HAMBURGER JG. 1922 DEPORTIERT 22.10.1940 GURS ERMORDET IM AUSCHWITZ                                 | Klostergasse 5 ·      | Martha Hamburger |
| Stolperstein für Moritz Hamburger                  | HIER WOHNTE MORITZ HAMBURGER JG. 1865 DEPORTIERT 22.10.1940 GURS ERMORDET IM LAGER 5.11.1940                           | Klostergasse 5 ·      | Moritz Hamburger |
|                                                    | HIER WOHNTE ISAAK KÜNZELSAUER JG. 1895 DEPORTIERT 1943 ERMORDET IN MAJDANEK                                            | Elsassergasse 18      | Isaak Künzelsauer |
|                                                    | HIER WOHNTE ADOLF LEVITE JG. 1873 DEPORTIERT 1942 THERESIENSTADT 1944 AUSCHWITZ ERMORDET                               | Lange Gasse 10        | Adolf Levite |
|                                                    | HIER WOHNTE HEINRICH LEVITE JG. 1877 DEPORTIERT 1942 IZBICA ERMORDET                                                   | Lange Gasse 10        | Heinrich Levite |
|                                                    | HIER WOHNTE HEINZ JOSEF LEVITE JG. 1924 DEPORTIERT 1942 MAJDANEK ERMORDET 23.8.1942                                    | Lange Gasse 10        | Heinz Josef Levite |
|                                                    | HIER WOHNTE JULIUS LEVITE JG. 1924 VERHAFTET / DEPORTIERT BUCHENWALD ERMORDET 9.1x.1939                                | Lange Gasse 10        | Julius Levite |
|                                                    | HIER WOHNTE MAX LEVITE JG. 1878 DEPORTIERT 1942 THERESIENSTADT ERMORDET                                                | Elsassergasse 16      | Max Levite |
|                                                    | HIER WOHNTE SARA LEVITE GEB. HEUMANN JG. 1882 DEPORTIERT 1942 IZBICA ERMORDET                                          | Lange Gasse 10        | Sara Levite geb. Heumann |
| Stolperstein für Sarah Levite geb. Mayer           | HIER WOHNTE SARAH LEVITE GEB. MAYER JG. 1885 DEPORTIERT 1942 PIASKI ERMORDET                                           | Lange Gasse 42 ·      | Sarah Sophie Levite geb. Mayer wurde 1885 geboren. Sie war mit Heinrich Levite verheiratet. Das Ehepaar wurde 1942 in das Ghetto von Piaski verschleppt, dort wurde Sarah Levite am 3. April 1942 ums Leben gebracht. |
|                                                    | HIER WOHNTE SIDONIE LEVITE GEB. STRAUSS JG. 1886 DEPORTIERT 15.9.1942 THERESIENSTADT 1944 AUSCHWITZ ERMORDET 16.5.1944 | Lange Gasse 10        | Sidonie Levite geb. Strauss |
| Dinkelsbühl Stolperstein für Beatrix Schlossberger | HIER WOHNTE BEATRIX SCHLOSSBERGER JG. 1935 DEPORTIERT 1942 RAASIKU / ESTLAND ERMORDET                                  | Segringer Straße 44 · | Beatrix Schlossberger |
| Dinkelsbühl Schlossberger Josef                    | HIER WOHNTE JOSEF SCHLOSSBERGER JG. 1899 DEPORTIERT 1942 RAASIKU / ESTLAND ERMORDET                                    | Segringer Straße 44 · | Josef Schlossberger |
| Dinkelsbühl Schlossberger Jost                     | HIER WOHNTE JOST SCHLOSSBERGER JG. 1933 DEPORTIERT 1942 RAASIKU / ESTLAND ERMORDET                                     | Segringer Straße 44 · | Jost Schlossberger |
| Dinkelsbühl Schlossberger Martha geb Strauss       | HIER WOHNTE MARTHA SCHLOSSBERGER GEB. STRAUSS JG. 1904 DEPORTIERT 1942 RAASIKU / ESTLAND ERMORDET                      | Segringer Straße 44 · | Martha Schlossberger geb. Strauss |
| Dinkelsbühl Schlossberger Max                      | HIER WOHNTE MAX SCHLOSSBERGER JG. 1934 DEPORTIERT 1942 RAASIKU / ESTLAND ERMORDET                                      | Segringer Straße 44 · | Max Schlossberger |
| Dinkelsbühl Schlossberger Palma Betty              | HIER WOHNTE PALMA BETTY SCHLOSSBERGER JG. 1894 DEPORTIERT 1942 IZBICA ERMORDET                                         | Segringer Straße 44 · | Palma Betty Schlossberger |
|                                                    | HIER WOHNTE EMMA WEINBERGER GEB. KATZAUER JG. 1866 DEPORTIERT 22.10.1940 GURS ERMORDET IM LAGER 12.7.1943              | Elsassergasse 18      | Emma Weinberger |

## Verlegedaten
- 2. Oktober 2009
- 12. Juni 2021